# NHL (1917/1918)
Sezon NHL 1917/1918 był pierwszym sezonem ligi NHL, następczyni ligi National Hockey Association (NHA). Sezon zasadniczy składał się z dwóch rund. Pierwsza część tej fazy rozgrywek odbyła się od 19 grudnia do 4 lutego, druga od 6 lutego do 6 marca. Zwycięzcą pierwszej fazy została drużyna Montreal Canadiens, drugiej - Toronto Arenas. W rozgrywkach początkowo uczestniczyła drużyna Montreal Wanderers, która nie ukończyła rozgrywek. Powodem absencji tego zespołu był pożar, który spalił w styczniu 1918 roku Montreal Arena (hala na której rozgrywali mecze).
Drużyna z Toronto zwyciężyła w rozgrywkach posezonowych ligi NHL zdobywając O’Brien Trophy. Pozwoliło to drużynie Arenas grać w finale o Puchar Stanleya ze zwycięzca ligi Pacific Coast Hockey Association - Vancouver Millionaires. Rywalizacja zakończyła się zwycięstwem Arenas 3:2.

## Sezon zasadniczy
Nowa liga hokejowa NHL powstała w miejsce NHA 26 listopada 1917 roku. Pierwszym prezesem rozgrywek został Frank Calder, były sekretarz NHA. Pierwsze mecze odbyły się 19 grudnia tego samego roku. W inauguracyjnym spotkaniu pomiędzy Montreal Wanderers i Toronto Arenas padł wynik 10:9, a pierwszą bramkę w historii ligi zdobył Dave Ritchie. Mecz obejrzało 700 widzów.
Klub Wanderers zakończył rozgrywki po sześciu meczach sezonu zasadniczego. Spowodowano było to pożarem hali Montreal Arena w której rozgrywali mecze. Straty wyniosły 150 tysięcy dolarów. Drugi klub z Montrealu - Canadiens również rozgrywali mecze w tej hali, jednak po spłonięciu obiektu wrócili do swojej starej hali Jubilee Arena.
Najskuteczniejszym zawodnikiem sezonu został Joe Malone, który w 20 spotkaniach ligowych zdobył 44 bramki, czterokrotnie asystując przy bramkach kolegów z drużyny.

### Tabela i wyniki
| Pierwsza runda |                    |    |    |   |   |       |     |     |
| Lp.            | Drużyna            | M  | Z  | R | P | Br    | Bl  | Pkt |
| 1              | Montreal Canadiens | 14 | 10 | 0 | 4 | 81-47 | +34 | 20  |
| 2              | Toronto Arenas     | 14 | 8  | 0 | 6 | 71-75 | -4  | 16  |
| 3              | Ottawa Senators    | 14 | 5  | 0 | 9 | 67-79 | -12 | 10  |
| 4              | Montreal Wanderers | 6  | 1  | 0 | 5 | 17-35 | -18 | 2   |

Legenda: Lp. - miejsce, M - mecze, Z - zwycięstwa, R - remisy, P - porażki, Br - bramki, Bl - bilans bramkowy, Pkt - punkty,       = awans do playoff
| Drużyna            | Canadiens   | Toronto      | Ottawa       | Wanderers                 |
| ------------------ | ----------- | ------------ | ------------ | ------------------------- |
| Montreal Canadiens | xxx         | 9–2 5–1 11–2 | 6–5 9–4 3–4  | 2 punkty wo. do Canadiens |
| Toronto Arenas     | 7–5 6–4 5–1 | xxx          | 11–4 5–4 8–2 | 2 punkty wo. do Toronto   |
| Ottawa Senators    | 4–7 3–5 2–5 | 5–6 9–6 6–3  | xxx          | 9–2                       |
| Montreal Wanderers | 2–11        | 10–9         | 3–6          | xxx                       |

| Druga runda |                    |   |   |   |   |       |    |     |
| Lp.         | Drużyna            | M | Z | R | P | Br    | Bl | Pkt |
| 1           | Toronto Arenas     | 8 | 5 | 0 | 3 | 37-34 | +3 | 10  |
| 2           | Ottawa Senators    | 8 | 4 | 0 | 4 | 35-35 | 0  | 8   |
| 3           | Montreal Canadiens | 8 | 3 | 0 | 5 | 34-37 | -3 | 6   |

Legenda: Lp. - miejsce, M - mecze, Z - zwycięstwa, R - remisy, P - porażki, Br - bramki, Bl - bilans bramkowy, Pkt - punkty,       = awans do playoff
| Drużyna            | Toronto | Ottawa   | Canadiens |
| ------------------ | ------- | -------- | --------- |
| Toronto Arenas     | xxx     | 3–1 9–3  | 0–9 5–3   |
| Ottawa Senators    | 1–6 9–3 | xxx      | 6–3 8–0   |
| Montreal Canadiens | 3–7 5–4 | 10–4 1–3 | xxx       |

### Najlepsi strzelcy
| Zawodnik        | Drużyna            | Mecze | Bramki | Asysty | Punkty | Min |
| --------------- | ------------------ | ----- | ------ | ------ | ------ | --- |
| Joe Malone      | Montreal Canadiens | 20    | 44     | 4      | 48     | 30  |
| Cy Denneny      | Ottawa Senators    | 20    | 36     | 10     | 46     | 80  |
| Reg Noble       | Toronto Arenas     | 20    | 30     | 10     | 40     | 35  |
| Newsy Lalonde   | Montreal Canadiens | 14    | 23     | 7      | 30     | 51  |
| Corbett Denneny | Toronto Arenas     | 21    | 20     | 9      | 29     | 14  |
| Harry Cameron   | Toronto Arenas     | 21    | 17     | 10     | 27     | 28  |
| Didier Pitre    | Montreal Canadiens | 20    | 17     | 6      | 23     | 29  |
| Eddie Gerard    | Ottawa Senators    | 20    | 13     | 7      | 20     | 26  |
| Jack Darragh    | Ottawa Senators    | 18    | 14     | 5      | 19     | 26  |
| Frank Nighbor   | Ottawa Senators    | 10    | 11     | 8      | 19     | 6   |

## Playoff

### Drzewko playoff
Po zakończeniu sezonu zasadniczego rozpocznie się walka o Puchar Stanleya w fazie playoff, która rozgrywana będzie w dwóch rundach. Drużyna, która zajęła wyższe miejsce w sezonie zasadniczym w nagrodę została gospodarzem rewanżowego spotkania w pierwszej fazie playoff, czyli w rozgrywkach o tytuł mistrza ligi NHL, bądź PCHA. Zwycięzcy awansowali do serii finałowej, która odbyła się w hali Arena Gardens.
|  |                        |                        |                        |                        |   |                |                |       |
|  | Półfinał               | Półfinał               | Półfinał               |                        |   | Finał          | Finał          | Finał |
|  | Półfinał               | Półfinał               | Półfinał               |                        |   | Finał          | Finał          | Finał |
|  | NHL                    |                        |                        |                        |   |                |                |       |
|  |                        |                        |                        |                        |   |                |                |       |
|  | Toronto Arenas         | Toronto Arenas         | 10                     |                        |   |                |                |       |
|  | Toronto Arenas         | Toronto Arenas         | 10                     | Puchar Stanleya        |   |                |                |       |
|  | Montreal Canadiens     | Montreal Canadiens     | 4                      |                        |   |                |                |       |
|  | Montreal Canadiens     | Montreal Canadiens     | 4                      |                        |   | Toronto Arenas | Toronto Arenas | 3     |
|  | PCHA                   |                        |                        |                        |   | Toronto Arenas | Toronto Arenas | 3     |
|  |                        |                        | Vancouver Millionaires | Vancouver Millionaires | 2 |                |                |       |
|  | Seattle Metropolitans  | Seattle Metropolitans  | Vancouver Millionaires | Vancouver Millionaires | 2 | 2              |                |       |
|  | Seattle Metropolitans  | Seattle Metropolitans  |                        |                        |   |                |                |       |
|  | Vancouver Millionaires | Vancouver Millionaires | 3                      |                        |   |                |                |       |
|  | Vancouver Millionaires | Vancouver Millionaires | 3                      |                        |   |                |                |       |

### Mistrzostwo NHL
| 11 marca 1918 | Toronto Arenas | 7:4 | Montreal Canadiens | Arena Gardens, Toronto |

|  |  |  |  |  |

| 13 marca 1918 | Montreal Canadiens | 4:3 | Toronto Arenas | Jubilee Arena, Montreal |

|  |  |  |  |  |

Toronto wygrało bramkami 10-7 i zdobyli O’Brien Trophy

## Finał Pucharu Stanleya
Finał Pucharu Stanleya odbył się od 20 do 30 marca 1918. Zmierzyły się w nim zwycięzca ligi NHL - Toronto Arenas oraz zwycięzca ligi PCHA - Vancouver Millionaires. Dla drużyny Toronto był to inauguracyjny sezon, zaś dla drużyny z Vancouver siódmy.
Zwycięzcą został zespół Toronto Arenas pokonało drużynę Vancouver Millionaires w pięciu meczach z bilansem bramek 18:21 na korzyść drużyny Millionaires. Decydującą bramkę o zdobyciu Pucharu Stanleya zdobył w trzeciej tercji, piątego meczu Corb Denneny.
| 20 marca 1918 | Toronto Arenas | 5:3 | Vancouver Millionaires | Arena Gardens, Toronto |

|  |  |  |  |  |

| 23 marca 1918 | Vancouver Millionaires | 6:4 | Toronto Arenas | Arena Gardens, Toronto |

|  |  |  |  |  |

| 26 marca 1918 | Toronto Arenas | 6:3 | Vancouver Millionaires | Arena Gardens, Toronto |

|  |  |  |  |  |

| 28 marca 1918 | Vancouver Millionaires | 8:1 | Toronto Arenas | Arena Gardens, Toronto |

|  |  |  |  |  |

| 30 marca 1918 | Toronto Arenas | 2:1 | Vancouver Millionaires | Arena Gardens, Toronto |

|  |  |  |  |  |